# プレイシズ・アンド・スペイシズ
『プレイシズ・アンド・スペイシズ』（Places and Spaces）は、アメリカ合衆国のジャズ・トランペット奏者、ドナルド・バードが1975年に録音・発表したスタジオ・アルバム。

## 背景
『ブラック・バード』（1972年録音・1973年発表）よりバードと共同作業を始めたマイゼル兄弟を迎えたアルバムとしては、4作目に当たる。「ジャスト・マイ・イマジネーション」は、テンプテーションズのシングル・ヒット曲のカヴァーである。

## 反響・評価
アメリカの総合アルバム・チャートBillboard 200では49位に達し、『ビルボード』のジャズ・アルバム・チャートでは自身2作目となる1位獲得を果たして、R&Bアルバム・チャートでは6位を記録した。Stephen Thomas Erlewineはオールミュージックにおいて5点満点中4点を付け「マーヴィン・ゲイ、アース・ウィンド・アンド・ファイアー、スティーヴィー・ワンダーからの影響も取り入れられて、よりファンキーかつソウルフルなアルバムとなった」と評している。

## 収録曲
1. チェンジ - "Change (Makes You Want to Hustle)" (Larry Mizell) - 5:10
2. ウィンド・パレード - "Wind Parade" (L. Mizell) - 6:10
3. ドミノ - "Dominoes" (Sigidi Bashir Abdullah, Bradley Ridgell, Harold Clayton) - 4:36
4. プレイシズ・アンド・スペイシズ - "Places and Spaces" (L. Mizell, Fonce Mizell) - 6:20
5. ユー・アンド・ミュージック - "You and Music" (L. Mizell, F. Mizell) - 5:22
6. ナイト・ホイッスラー - "Night Whistler" (James Carter, L. Mizell, F. Mizell) - 3:44
7. ジャスト・マイ・イマジネーション - "Just My Imagination" (Barrett Strong, Norman Whitfield) - 4:38

## 参加ミュージシャン
- ドナルド・バード - トランペット、フリューゲルホルン、ボーカル
- フォンス・マイゼル - トランペット、クラビネット、ボーカル
- ラリー・マイゼル - ピアノ、ボーカル、アレンジ
- レイモンド・ブラウン - トランペット
- ジョージ・ボハノン（英語版） - トロンボーン
- タイリー・グレン・ジュニア - テナー・サクソフォーン
- スキップ・スカボロー - エレクトリックピアノ
- クレイグ・マクミューレン - ギター
- ジョン・ロウィン - ギター
- チャック・レイニー - エレクトリックベース
- ハーヴィー・メイソン - ドラムス
- マユト・コリア - パーカッション、コンガ
- キング・エリソン - コンガ
- ケイ・ヒース - ボーカル
- ジェイムズ・カーター - 口笛